# Connacht
Connacht (wym. [ˈkɒnəxt], [ˈkɒnəkt] lub [ˈkɒnɔːt]; irl. Connachta lub Cúige Chonnacht, wym. [ˈkɔnəxtə]) – jedna z 4 prowincji Irlandii w zachodniej części kraju. Ludność prowincji na 2016 rok to 550 688 osób, a największe miasto to Galway.

## Hrabstwa
1. Galway
2. Leitrim
3. Mayo
4. Roscommon
5. Sligo